# Catawba, Wisconsin
Catawba là một làng thuộc quận Price, tiểu bang Wisconsin, Hoa Kỳ. Năm 2006, dân số của làng này là 149 người.